# Клавій (база)
База Клавій — вигадане місячне поселення в кратері Клавій у творах Артура Кларка.
Вперше описана в творі «2001: Космічна Одіссея» 1968 року. А саме, біля бази в кратері Тихо було знайдено моноліт TMA-1.
Також згадується в творах:
- Побачення з Рамою (1973);
- Молот бога (1993);
- Сонячна буря (роман) (2005).